# ISO 9001
De ISO 9001 is een norm die eisen stelt aan het kwaliteitsmanagementsysteem van een organisatie.

## Inleiding
De ISO 9001 is de internationale norm voor kwaliteitsmanagementsystemen. De organisatie ISO (Genève) staat in voor het opstellen en beheren van duizenden verschillende normen. De meeste hiervan zijn productgericht, maar enkele normen slaan op generieke managementsystemen. Verreweg de bekendste is de ISO 9001, welke slaat op het managementsysteem voor kwaliteit.
De ISO 9001-norm is een van de documenten van de ISO 9000-"familie" van ISO.
Het is niet de bedoeling van deze norm uniformiteit van kwaliteitssystemen af te dwingen. ISO 9001 kan gebruikt worden om te beoordelen of de organisatie in staat is om te voldoen aan de eisen van klant. De uitwerking wordt vaak geassocieerd met onnodige bureaucratie, al is dit de norm zelf niet te verwijten. Veelal wordt de onnodige bureaucratie gecreëerd door organisaties zelf, die vaak nog in de veronderstelling zijn dat het opstellen van procedures en voorschriften leidt tot meer kwaliteit. Daarnaast is er de mogelijkheid om normeisen uit te sluiten, voor zover deze geen invloed hebben op het voldoen aan de eisen van de klant en zich beperken tot eisen uit hoofdstuk zeven.
ISO 9001 wordt ook wel als volgt versimpeld weergegeven:
- zeg wat je doet
- doe wat je zegt
- bewijs

## Geschiedenis
De eerste officiële ISO-norm voor kwaliteitsmanagement dateert van 15 maart 1987 en is ontstaan uit de Allied Quality Assurance Publications (AQAP) uit 1969. De AQAP is een Amerikaanse norm voor kwaliteitsborging die zijn oorsprong vindt in de militaire industrie. De NAVO ontwikkelde in 1959 kwaliteitsnormen voor haar leveranciers om zeker te zijn van juiste en kwalitatief goede materialen op het juiste moment aan het front. Alleen leveranciers die aan deze kwaliteitsnormen voldeden mochten aan de NAVO leveren. Deze normen werden in 1969 herzien en opgesteld onder de naam AQAP.
Door het succes van de NAVO kwam geleidelijk vanuit de wetenschappelijke industrie de vraag naar gelijksoortige normen. Op verschillende plaatsen in de wereld werden normen ontwikkeld, zoals die van de BSI (British Standards Institution), NEN (Nederlands Normalisatie-instituut) en het NBN in België. Door toename van grensoverschrijdende handel ontstond de behoefte aan een wereldwijd geaccepteerde norm. In 1979 werd hiertoe een technische commissie, ISO/TC 176, in het leven geroepen. Deze commissie had als primaire doelstelling om vanuit alle bestaande normen een wereldwijd geaccepteerde norm te maken. In 1987 wist de commissie aan haar doelstelling vorm te geven in de eerste officiële ISO 9001-norm.

## Toepassing
De ontwikkeling van ISO 9001-certificering is als volgt
| 2000    | 2001      | 2002      | 2003      | 2004      | 2005      | 2006      | 2007      |
| ------- | --------- | --------- | --------- | --------- | --------- | --------- | --------- |
| 407.674 | 510.349   | 561.766   | 497.919   | 660.132   | 773.843   | 896.905   | 951.486   |
| 2008    | 2009      | 2010      | 2011      | 2012      | 2013      | 2014      | 2015      |
| 980.322 | 1.063.751 | 1.076.525 | 1.009.845 | 1.017.279 | 1.022.877 | 1.036.321 | 1.033.936 |

In 2015 is standaard ISO 9001:2015 geïntroduceerd die standaard 9001:2008 verving. Het totaal aantal in 2015 kan als volgt worden verdeeld:
- ISO 9001:2008 – 1.029.746
- ISO 9001:2015 – 4.190

## ISO 9001:2015 standaard

### Algemeen
Op 23 september 2015 is de nieuwe versie van de ISO 9001 gepubliceerd, dit is 8 dagen na de publicatie van ISO 14001 (15 september). In Nederland heet de norm officieel NEN-EN-ISO 9001:2015. Deze versie is de opvolger van de ISO 9001-norm uit 2008. Beide normen konden bij certificatie nog tot medio september 2018 naast elkaar worden gebruikt. Vanaf september 2018 (drie jaar na de publicatie van ISO 9001:2015) zijn certificaten op basis van ISO 9001:2008 niet meer geldig. De nieuwe norm is gebaseerd op Annex SL – de nieuwe High Level Structure (HLS) dat een raamwerk met zich meebrengt dat toepasbaar is op alle managementsystemen. Dit helpt om consistent te blijven en één taal te spreken bij alle standaarden.
De HLS houdt in dat de hoofdstukindeling bij de verschillende normen hetzelfde is, namelijk:
- Hoofdstuk 0: Inleiding
- Hoofdstuk 1: Toepassingsgebied (Scope)
- Hoofdstuk 2: Normatieve verwijzingen
- Hoofdstuk 3: Definities
- Hoofdstuk 4: Context van de organisatie
- Hoofdstuk 5: Leiderschap
- Hoofdstuk 6: Planning
- Hoofdstuk 7: Ondersteuning
- Hoofdstuk 8: Uitvoering
- Hoofdstuk 9: Evaluatie
- Hoofdstuk 10: Verbetering

De belangrijkste wijzigingen van ISO 9001:2015 ten opzichte van ISO 9001:2008 zijn:
- De focus op leiderschap en betrokkenheid bij het topmanagement[5]
- Risicogericht denken
- Bredere kijk op risicomanagement en omgaan met kansen[6]
- Nadruk op het meten en aanpassen van doelstellingen
- Communicatie en bewustwording
- Minder voorgeschreven eisen

### Structuur
De structuur van ISO 9001:2015 volgens Annex SL is als volgt, waarbij hetgeen specifiek is voor ISO 9001 rood is gemaakt:
- 1: Toepassingsgebied
- 2: Normatieve verwijzingen
- 3: Termen & definities

| 4   | Context van de organisatie                                                     | 8.3  | Ontwerp en ontwikkeling van producten en diensten                    |
| 4.1 | Begrijpen van de organisatie en haar context                                   |      | 8.3.1 Algemeen                                                       |
| 4.2 | Begrip van de behoeften en verwachtingen van belanghebbenden                   |      | 8.3.2 Ontwerp en ontwikkeling planning                               |
| 4.3 | Bepalen van het toepassingsgebied van het kwaliteitsmanagement systeem         |      | 8.3.3 Ontwerp en ontwikkeling input variabelen                       |
| 4.4 | Kwaliteit management systeem en zijn processen                                 |      | 8.3.4 Ontwerp en ontwikkeling beheersmaatregelen                     |
| 5   | Leiderschap                                                                    |      | 8.3.5 Ontwerp en ontwikkeling output variabelen                      |
| 5.1 | Leiderschap en toewijding                                                      |      | 8.3.6 Ontwerp en ontwikkeling wijzigingen                            |
|     | 5.1.1 Algemeen                                                                 | 8.4  | Beheer van door externen geleverde werkwijzen, producten en diensten |
|     | 5.1.2 Klantgerichtheid                                                         |      | 8.4.1 Algemeen                                                       |
| 5.2 | Beleid                                                                         |      | 8.4.2 Type en omvang beheersmaatregelen                              |
|     | 5.2.1 Vaststellen van het kwaliteitsbeleid                                     |      | 8.4.3 Informatie voor externe leveranciers                           |
|     | 5.2.2 Communiceren van het kwaliteitsbeleid                                    | 8.5  | Productie en dienstverlening                                         |
| 5.3 | Organisatorische rollen, verantwoordelijkheden en bevoegdheden                 |      | 8.5.1 Beheersing van de productie en dienstverlening                 |
| 6   | Planning                                                                       |      | 8.5.2 Identificatie en traceerbaarheid                               |
| 6.1 | Acties om risico's te adresseren die verbonden zijn aan bedreigingen en kansen |      | 8.5.3 Eigendommen van klanten of externe leveranciers                |
| 6.2 | Kwaliteitsdoelstellingen en planning om die te bereiken                        |      | 8.5.4 Behoud                                                         |
| 6.3 | Planning van wijzigingen                                                       |      | 8.5.5 Na-levering activiteiten                                       |
| 7   | Ondersteuning                                                                  |      | 8.5.6 Beheer van wijzigingen                                         |
| 7.1 | Middelen                                                                       | 8.6  | Vrijgave van producten en diensten                                   |
|     | 7.1.1 Algemeen                                                                 | 8.7  | Beheer van Controle van niet-conforme uitkomsten                     |
|     | 7.1.2 Mensen                                                                   | 9    | Prestatie evaluatie                                                  |
|     | 7.1.3 Infrastructuur                                                           | 9.1  | Monitoring, meting, analyse en evaluatie                             |
|     | 7.1.4 Omgeving van de operationele processen                                   |      | 9.1.1 Algemeen                                                       |
|     | 7.1.5 Monitoren en meten van de middelen                                       |      | 9.1.2 Klant tevredenheid                                             |
|     | 7.1.6 Kennis van de organisatie                                                |      | 9.1.3 Analyse en ontwikkeling                                        |
| 7.2 | Competentie                                                                    | 9.2  | Interne audit                                                        |
| 7.3 | Bewustzijn                                                                     | 9.3  | Managementreview                                                     |
| 7.4 | Communicatie                                                                   |      | 9.3.1 Algemeen                                                       |
| 7.5 | Gedocumenteerde informatie                                                     |      | 9.3.2 Management review input                                        |
|     | 7.5.1 Algemeen                                                                 |      | 9.3.3 Management review output                                       |
|     | 7.5.2 Creëren en bijwerken                                                     | 10   | Verbetering                                                          |
|     | 7.5.3 Beheer van gedocumenteerde informatie                                    | 10.1 | Algemeen                                                             |
| 8   | Uitvoering                                                                     | 10.2 | Non-conformiteit en corrigerende maatregelen                         |
| 8.1 | Planning en beheer van uitvoering                                              | 10.3 | Continue verbeteringen                                               |
| 8.2 | Vereisten voor producten en diensten                                           |      |                                                                      |
|     | 8.2.1 Klantcommunicatie                                                        |      |                                                                      |
|     | 8.2.2 Bepalen van de vereisten voor producten en diensten                      |      |                                                                      |
|     | 8.2.3 Beoordeling van vereisten voor producten en diensten                     |      |                                                                      |
|     | 8.2.4 Wijzigingen naar vereisten voor producten en diensten                    |      |                                                                      |

## Voorgaande versies

### Inhoud van de ISO 9001:2008-norm
ISO 9001:2008 bestaat uit negen hoofdstukken.
- hoofdstuk 0. Inleiding
- hoofdstuk 1. Onderwerp en toepassingsgebied
- hoofdstuk 2. Normatieve verwijzing
- hoofdstuk 3. Termen en definities
- hoofdstuk 4. Kwaliteitsmanagementsysteem
- hoofdstuk 5. Directieverantwoordelijkheid
- hoofdstuk 6. Management van middelen
- hoofdstuk 7. Realiseren van het product
- hoofdstuk 8. Meting, analyse en verbetering

In ISO 9001:2008 waren de eisen verduidelijkt ten opzichte van de vorige versie ISO 9001:2000 en is was ook toen een betere afstemming gemaakt met de norm voor milieumanagementsystemen (ISO 14001).

## Certificatie
Certificatie houdt in dat een externe, onafhankelijke partij vaststelt of het kwaliteitsmanagementsysteem van de organisatie aan alle normeisen voldoet. Om dit vast te stellen voert een certificatie-instelling (CI) een audit uit. Deze eerste (certificatie-audit) bestaat uit twee fasen.
De eerste fase dient om:
1. de documentatie te beoordelen
2. de locatie en de locatiespecifieke omstandigheden te evalueren en om gesprekken met medewerkers te hebben om te bepalen of de organisatie voorbereid is voor fase twee
3. om te beoordelen in hoeverre de organisatie voldoet aan de eisen van de norm en de eisen van de norm begrijpt, in het bijzonder ten aanzien van de identificatie van de belangrijkste prestaties en aspecten, processen en de werking van het managementsysteem
4. noodzakelijke informatie te verzamelen ten aanzien van de scope van het managementsysteem, de processen en locaties en relevante statutaire en wettelijke aspecten
5. om te zien welke middelen beschikbaar zijn voor de tweede fase en om overeenstemming te bereiken met de organisatie over de uitwerking van de tweede fase audit
6. om een goed begrip te krijgen van het managementsysteem van de organisatie, de activiteiten en significante aspecten die hierbij van belang zijn
7. om te beoordelen of de interne audits en directiebeoordeling gepland en uitgevoerd worden en om te zien of de implementatie van het managementsysteem dusdanig is dat de organisatie klaar is voor fase twee

Het doel van de fase 2-audit is om de implementatie en de effectiviteit van het managementsysteem te beoordelen. De fase 2-audit vindt plaats op de locatie(s) van de organisatie. Deze omvat in ieder geval het volgende:
1. informatie en bewijs met betrekking tot conformiteit voor alle eisen van de norm
2. prestatiebeoordeling, meting, rapportage en beoordelingen die gedaan zijn om vast te stellen in hoeverre doelen en doelstellingen bereikt zijn
3. het managementsysteem van de organisatie en de manier waarop de organisatie voldoet aan wettelijke eisen
4. de beheersing van de processen van de organisatie
5. interne audits en management review (directiebeoordeling)
6. betrokkenheid van de directie bij het kwaliteitsbeleid
7. de verbinding en samenhang tussen de normeisen, het beleid van de organisatie, doelen en doelstellingen, wettelijke eisen, verantwoordelijkheden, bekwaamheid van medewerkers, de uitvoering, procedures, informatie over prestaties en bevindingen vanuit interne audits.

Vervolgens worden organisaties (half)jaarlijks getoetst om te beoordelen of deze bij voortduring voldoen aan de eisen van de norm.
ISO (International Organization for Standardization) en IAF (International Accreditation Forum) hebben afspraken gemaakt over certificatie tegen ISO 9001:2008:
- Een jaar na publicatie van ISO 9001:2008 moeten alle certificaten worden afgegeven tegen ISO 9001:2008 (nieuwe certificaten of hercertificaten).
- 24 maanden na publicatie van ISO 9001:2008 zijn certificaten tegen ISO 9001:2000 niet meer geldig.

ISO 9001 legt de nadruk op klanttevredenheid en de daaruit voortkomende kwaliteitszorg en continue verbetering.